# Host (Unix)
host是一个用于执行域名系统查询的简单工具。它是由Internet Systems Consortium开发的，并根据Mozilla公眾特許條款 2.0发布。

## 使用方法
当应用于一个完整網域名稱时，host命令将返回与该名称相关的信息，如其IP地址和邮件处理主机。它也可以用来列出一个域名的所有成员。host命令还能够执行反向DNS查找，以找到与一个IP地址相关的完整網域名稱。
```
$ host example.com
example.com has address 93.184.216.34
example.com has IPv6 address 2606:2800:220:1:248:1893:25c8:1946
example.com mail is handled by 0 .

```

## 外部連結
- . Internet Systems Consortium. 2021  [2021-09-09]. （原始内容存档于2022-04-12） （英语）.